# Portobello (Nouvelle-Zélande)
Pour les articles homonymes, voir Portobello.
Portobello est un village de la partie sud de l'Île du Sud de la Nouvelle-Zélande.

## Situation
Il est localisé à côté du mouillage d’Otago Harbour à mi-chemin le long de la Péninsule d'Otago au niveau de la ville de Dunedin City.
Il siège au pied d'une petite  péninsule nommée «Portobello Peninsula », située entre «Portobello Bay » et « Latham Bay ».

## Toponymie
C'est un des cônes de scories des reliefs du secteur de la cité de Dunedin, qui fut nommé d’après une localité proche d'Édimbourg, en Écosse, qui est aussi appelée Portobello.

## Caractéristiques
À la pointe de la Péninsule de Portobello, se trouve une station marine, nommée le Laboratoire marin de Portobello (en), qui est une dépendance de l'Université d'Otago. 
En face et tout près de la pointe de la péninsule siège l’île de Saint Martin's ou Quarantine (en).

## Équipements
La banlieue de Portobello est caractérisée : par
- l’existence d’un musée de la Société d’Histoire,
- le restaurant nommé 1908,
- une école primaire locale nommée :École de Portobello (en), allant de l'année 1 à 8 avec une aire de jeu locale ([1]),
- l'ancien hôtel de Portobello (actuellement un pub),
- une galerie d'art et
- plusieurs fournisseurs de logements, comprenant le terrain de camping, des 'bed and breakfasts' et des motels.
- Une laiterie et en fait un magasin général local, qui agit comme épicerie de la communauté, bien que la plupart des besoins fournitures de détails pour le village soient assurés directement par la ville de Dunedin, qui est aisément accessible via la route sinueuse, mais bien goudronnée dite de ' Portobello Road' , qui court le long de l'angle du mouillage.

Une route encore plus sinueuse mais spectaculaire nommée ‘Highcliff Road’, relie la banlieue de  ‘Portobello’ avec le centre de la cité de Dunedin via la crête de la péninsule.
Un chantier naval est situé à courte distance du centre du village.

## Loisirs
La voile est un thème historique pour la ville de Portobello. 
Le «Boating Club» possède les restes d’une jetée de ferry  () 
Dans le passé, les résidents de Portobello rachetèrent le ferry à la cité, avant que la route de «Portobello Road»  le long du bord de mer ne soit construite .
Le «Portobello Community Inc» () est un groupe local, qui travaille pour une amélioration de Portobello pour répondre aux besoins de la communauté.